# 武汉大学城市设计学院
武汉大学城市设计学院是武汉大学的一个学院，位于工学部，创立于2000年。

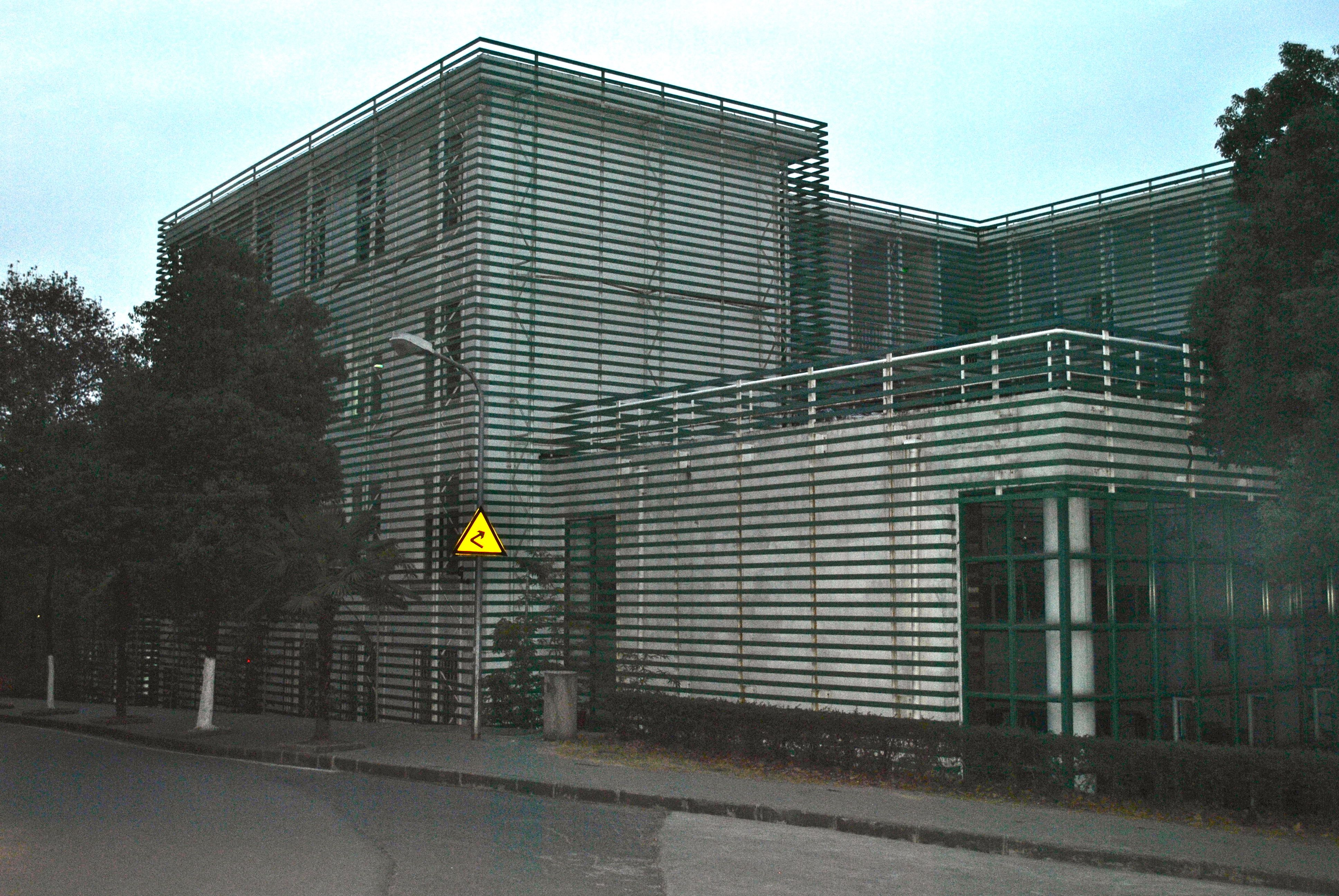
武汉大学城市设计学院

## 历史
- 2000年12月由老武汉大学、武汉水利电力大学、武汉测绘科技大学的建筑学、图学、城市规划等专业合并形成。
- 2003年工业设计、艺术设计专业从其他院系调整到该院。[1]

## 本科
- 建筑学
- 城市规划
- 工业设计
- 艺术设计[2]

## 研究生
- 硕士
  - 建筑设计及其理论
  - 建筑历史与理论
  - 建筑技术科学
  - 城市规划与设计
  - 设计艺术学
  - 美术学
  - 计算机应用技术
  - 虚拟现实与仿真工程
- 博士点
  - 建筑学（一级学科）
  - 城市系统工程（二级学科）[2]

## 前院长病危解聘事件
2009年，前院长张在元教授病危时遭到校方解聘，并停止提供医疗费和住房。部分网友认为武大此举不妥，亦有人认为按照合同，学校已尽到责任。